# 1047
Cette page concerne l'année 1047  du calendrier julien. Pour l'année 1047 av. J.-C., voir 1047 av. J.-C.
L'année 1047 est une année commune qui commence un jeudi.

## Événements
- 3 février[1] : l'empereur Henri III est à Capoue, où il convoque les princes du sud de l'Italie, Lombards et Normands. Il rend la principauté de Capoue à Pandolf IV, moyennant une forte somme, au détriment de Guaimar de Salerne. Il donne l'investiture aux comtes normands Drogon de Melfi et Rainulf d'Aversa[2].
- 21 avril : « fondation impériale » de Saint-Georges des Manganes à Constantinople, par Constantin Monomaque[3]. C’est une maison pour les pauvres (voyageurs, malades, vieillards, indigents, enfants trouvés, orphelins, etc.) tenue par des moines.
- 10 août : avec l'aide du roi Henri Ier, son suzerain,  Guillaume le Bâtard écrase une grave rébellion de ses vassaux de l'ouest du  duché à la bataille du Val-ès-Dunes[4].

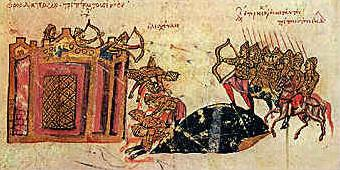
Assaut de Léon Tornikios contre Constantinople, Chronique de Jean Skylitzès.

- 25 - 28 septembre, Empire byzantin : échec de la tentative d'usurpation de Léon Tornikios devant Constantinople[1].

- Octobre : création du duché de Lorraine au profit d'Adalbert d'Alsace par l'empereur Henri III[5].
- 25 octobre : mort de Magnus Ier de Norvège des suites d'une chute de cheval arrivée lors d'un combat contre les Danois. Son oncle Harald Haardraade s’empare de toute la Norvège (fin de règne 1066). Il se retourne contre Sven Estridsen et lui fait la guerre jusqu’en 1064, année où il le reconnaît comme roi de Danemark. Sven, règne jusqu'en 1076. Il affermit le christianisme au Danemark mais échoue dans sa tentative de conquête de l’Angleterre[6]. Il organise le royaume en s’appuyant sur l’Église et fait entrer le Danemark dans le monde occidental en abandonnant les idéaux conquérant des Vikings.

- 8 novembre : début du troisième pontificat de Benoît IX après la mort de Clément II le 9 octobre. Il est chassé huit mois après au profit de Damase II (1048)[7].

- Couronnement d'André Ier,  roi de Hongrie à Székesfehérvár (fin de règne en 1060). András, cousin de saint Étienne, restaure le christianisme[8], combat les aristocrates paganistes de Hongrie dont il fait exécuter le chef Vata, rétablit l’ordre et repousse les attaques de l’empereur Henri III.
- En Pologne, Miecław est battu et tué près de Płock[9] par les armées de Casimir Ier le Restaurateur et de Iaroslav le Sage. Casimir Ier reprend la Mazovie et soumet la Poméranie.
- Robert Guiscard, fils de Tancrède de Hauteville, rejoint ses onze frères, dont  Drogon et  Onfroi en Italie du Sud[10]. Il se rend maître de la Campanie et entre en conflit avec le pape.
- Raid sarrasin contre les îles de Lérins[11].